# Richard McBride
Richard McBride é um especialista em efeitos especiais americano. Como reconhecimento, foi nomeado ao Oscar 2016 na categoria de Melhores Efeitos Visuais por The Revenant.